# Jemeppe-sur-Sambre
Jemeppe-sur-Sambre (valonă Djimepe-so-Sambe) este o comună francofonă din regiunea Valonia din Belgia. Comuna Jemeppe-sur-Sambre este formată din localitățile Jemeppe-sur-Sambre, Balâtre, Ham-sur-Sambre, Mornimont, Moustier-sur-Sambre, Onoz, Saint-Martin și Spy. Suprafața sa totală este de 46,80 km². La 1 ianuarie 2008 comuna avea o populație totală de 18.162 locuitori. 
Comuna Jemeppe-sur-Sambre se învecinează cu comunele Sombreffe, Gembloers, Sambreville, Fosses-la-Ville, Floreffe și Namur.